# Nelson Gonçalves
Nelson Gonçalves (Santana do Livramento, Río Grande del Sur, 21 de junio de 1919 - Río de Janeiro, 18 de abril de 1998) fue un cantante y compositor brasileño, cuyo verdadero nombre era Antônio Gonçalves Sobral. Es el segundo mayor vendedor de discos de la historia de Brasil, con más de 40 millones de copias vendidas. Su mayor éxito fue la canción A volta do boêmio.

## Biografía
Nació en el estado de Río Grande del Sur, pero creció y se formó en São Paulo, en el barrio de Brás, donde sus padres portugueses se radicaron. De niño, su padre lo llevaba por plazas y ferias, y mientras hacía de ciego y tocaba el violín, el pequeño Antônio cantaba. Fue jornalero, mecánico, lustrabotas, pulidor y zapatero. También fue boxeador en la categoría peso mediano, obteniendo el título de campeón paulista a los dieciséis años.
A pesar de su tartamudez, que le valió el sobrenombre de Metralha (Metralla), decidió ser cantante. En una de sus primeras bandas, tuvo como baterista a Joaquim Silva Torres. Probó suerte en los programas radiales de promesas musicales, muy populares en la radio de la época, sin lograr éxito. En esa misma época, se casó con Elvira Molla y tuvo dos hijos con ella. Sin empleo, trabajó como camarero en el bar de su hermano.
Se trasladó a Río de Janeiro en 1939, donde siguió probando suerte en los programas radiales de promesas musicales, pero sin éxito. Incluso Ary Barroso le aconsejó que desistiera de sus intentos. Finalmente en 1941, consiguió grabar un disco de 78 RPM que fue bien recibido por el público. Pasó a ser crooner del Casino Copacabana del Hotel Copacabana Palace, firmó contrato con la Radio Mayrink Veiga, iniciando una carrera de ídolo de la radio en las décadas del 40 y del 50, en una época donde los cantantes más populares eran Orlando Silva y Francisco Alves. 
Algunos de sus grandes éxitos de los años 40 fueron Maria Bethânia (Capiba), Normalista (Benedito Lacerda / Davi Nasser), Caminhemos (Herivelto Martins), Renúncia (Roberto Martins / Mário Rossi) y muchos otros. Aún mayores fueron sus éxitos en los años 50, que incluyen Última Seresta (Adelino Moreira / Sebastião Santana), Meu Vício É Você y la emblemática A Volta do Boêmio, ambas de Adelino Moreira. 
En la década de los 50, además de realizar espectáculos en todo Brasil, se presentó en Uruguay, Argentina y Estados Unidos, en el Radio City Music Hall.
La colaboración con Adelino Moreira, uno de los mayores letristas y compositores de la samba-canción y que compusiera para él más de 370 canciones, ayudó a Nelson a acuñar su estilo.
Desde 1952 y hasta 1959, estuvo casado con Lourdinha Bittencourt, sustituta de Dalva de Oliveira en el Trio de Ouro. En 1965, se casó con Maria Luiza da Silva Ramos, con quien tuvo dos hijos. Su adicción a la cocaína, que comenzara en 1958, le provocó problemas personales y profesionales, y lo llevó a la cárcel durante un mes en 1965. Después de superar la crisis con el apoyo de su mujer, retomó su carrera y lanzó el disco A Volta do Boêmio nº1, que se convirtió en un gran éxito. 
Continuó grabando regularmente en los años 70, 80 y 90, reafirmando su posición entre los mayores vendedores de discos de la música brasileña. Además de sus antiguos éxitos, Nelson Gonçalves siempre se mantuvo atento a los nuevos compositores, y llegó a grabar canciones de Ângela Rô Rô (Simples Carinho), Kid Abelha (Nada por Mim), Legião Urbana (Ainda É Cedo) y Lulu Santos (Como uma Onda).
Recibió un Premio Nipper de la RCA, dada su larga permanencia en la casa discográfica, galardón que solo Elvis Presley también ha ganado. Durante su carrera, grabó más de dos mil canciones, 183 discos en 78 RPM, 128 álbumes, vendió cerca de 78 millones de discos, ganó 38 discos de oro y 20 de platino.
Falleció en 1998 en Río de Janeiro, a consecuencia de un infarto agudo de miocardio.

## Mayores éxitos
- 1941 - Se Eu Pudesse um Dia
- 1942 - Dorme que Eu Velo por Ti
- 1942 - Fingiu Que Não Me Viu
- 1942 - Renúncia
- 1943 - Noite de Lua
- 1943 - Quando a Saudade Vier
- 1943 - Não Sou Feliz nos Amores
- 1943 - A Saudade É um Compasso de Mais
- 1943 - A Mulher do Seu José
- 1943 - Solidão
- 1943 - Perfeitamente
- 1944 - Sabiá de Mangueira
- 1944 - Quase Louco
- 1944 - Dos Meus Braços Tu Não Sairás
- 1944 - Ela me Beijou
- 1945 - Eu Não Posso Viver Sem Mulher
- 1945 - Aquela Mulher
- 1945 - Meus Amores
- 1945 - Maria Bethânia
- 1946 - Pelas Lágrimas
- 1946 - Seus Olhos na Canção
- 1946 - Segure no Meu Braço
- 1946 - Quando É Noite de Lua
- 1946 - Menina dos Olhos
- 1946 - A Você
- 1946 - Coração
- 1946 - Espanhola
- 1947 - Dona Rosa (con Isaura Garcia)
- 1947 - Segredo
- 1947 - A Rainha do Mar
- 1947 - Odalisca
- 1948 - Princesa de Bagdá
- 1948 - Perdôo, Sim
- 1949 - Normalista
- 1949 - Quando Voltares
- 1949 - Pepita
- 1952 - Confete Dourado
- 1953 - Camisola do Dia
- 1953 - Meu Vício É Você
- 1954 - Carlos Gardel
- 1954 - Francisco Alves
- 1955 - Último Desejo
- 1955 - Esta Noite me Embriago
- 1955 - Hoje Quem Paga Sou Eu
- 1956 - Nossa Senhora das Graças
- 1956 - Por um Beijo de Amor
- 1956 - Meu Vício É Você
- 1956 - Natal Branco (con el Trio de Ouro)
- 1957 - A Volta do Boêmio
- 1957 - Pensando em Ti
- 1957 - História da Lapa
- 1957 - Grilo Seresteiro
- 1958 - Escultura
- 1958 - Pensando em Ti
- 1959 - Prece ao Sol
- 1959 - Revolta
- 1959 - Deusa do Asfalto
- 1960 - Meu Dilema
- 1960 - Chore Comigo
- 1960 - Queixas
- 1961 - Negue
- 1961 - Fica Comigo Esta Noite
- 1962 - Dois Amores
- 1963 - Enigma

## Discografía
- Anexo:Discografía de Nelson Gonçalves